# 烏拉奇切市

烏拉奇切市（西班牙語：Municipio Urachiche），是委內瑞拉的一個市，位於該國西部亞拉奎州，首府設於烏拉奇切，面積170平方公里，主要經濟活動是農業，2011年人口22,684，人口密度每平方公里133.4人。